# Montanus de Carthage
Pour les articles homonymes, voir Montanus.
Montanus de Carthage († 259) est un martyr chrétien et un disciple de Cyprien de Carthage, mort lors de la persécution de Valérien.
C'est un saint chrétien fêté, avec saint Lucius et leurs compagnons, le 23 mai en Occident et le 24 février en Orient.
Il ne faut pas le confondre avec Montanus de Phrygie, le fondateur du montanisme.

## Tradition et histoire
Né en Afrique, mort décapité en 259 à Carthage, on est en droit de penser que ce saint Montanus traduit surtout la force de la tradition montaniste dans la région où prêcha Tertullien.
Quand la révolte de 259 éclata à Carthage, sous la persécution de Valérien, le procurateur Solon mit le blâme sur les chrétiens, et commença à les opprimer. Ce St Montanus fut alors arrêté, torturé et martyrisé avec saint Julien, saint Lucius, saint Victor, saint Flavien et cinq autres de leurs compagnons qui moururent, selon l'Église, tous en odeur de sainteté.
La date de 240 est la dernière citée dans l'Antiquité comme une de celles où des chrétiens attendirent la parousie millénariste et c'est précisément à cette date que se déclenche la révélation des manichéens... L'odeur de sainteté autour du "Montanus" africain de 259 ouvrit-il cette période où la grande persécution romaine des années 250 et la concurrence des manichéens poussa les derniers rescapés du "montanisme", ce johannisme radical, à se réfugier dans l'Église romaine.

## Liens
- Notices d'autorité :   - VIAF
  - GND
  - Pologne
  - Vatican